# Região Geográfica Imediata de São Luís
A Região Geográfica Imediata de São Luís é uma das 22 regiões imediatas do estado brasileiro do Maranhão, uma das 8 regiões imediatas que compõem a Região Geográfica Intermediária de São Luís e uma das 509 regiões imediatas no Brasil, criadas pelo IBGE em 2017. É composta pelos municípios que formam a Região Metropolitana de São Luís:

## Municípios
| Região geográfica imediata | Código | Municípios           |
| -------------------------- | ------ | -------------------- |
| São Luís                   | 210001 | Alcântara            |
| São Luís                   | 210001 | Axixá                |
| São Luís                   | 210001 | Bacabeira            |
| São Luís                   | 210001 | Cachoeira Grande     |
| São Luís                   | 210001 | Icatu                |
| São Luís                   | 210001 | Morros               |
| São Luís                   | 210001 | Paço do Lumiar       |
| São Luís                   | 210001 | Presidente Juscelino |
| São Luís                   | 210001 | Raposa               |
| São Luís                   | 210001 | Rosário              |
| São Luís                   | 210001 | Santa Rita           |
| São Luís                   | 210001 | São José de Ribamar  |
| São Luís                   | 210001 | São Luís             |